# Casale Marittimo
Casale Marittimo település Olaszországban, Toszkána régióban, Pisa megyében. Lakosainak száma 1051 fő (2023. január 1.). Casale Marittimo Bibbona, Cecina és Guardistallo községekkel határos.

## Népesség
A település népessége az elmúlt években az alábbi módon változott:
| Lakosok száma | 1101 | 1090 | 1051 |
|               | 2017 | 2018 | 2023 |